# Epipedocera abdominalis
Epipedocera abdominalis là một loài bọ cánh cứng trong họ Cerambycidae.